# Nu Andromedae
Nu Andromedae (ν And, ν Andromedae) is een dubbelster in het sterrenbeeld Andromeda. De dubbelster bevindt zich op ongeveer 617 lichtjaar van de aarde.
Nu Andromedae is spectroscopisch binair. Zijn sterren zijn een blauw-witte klasse B dwergster, en een geel-witte klasse F dwergster. Beide sterren komen uit de hoofdreeks. De sterren hebben een magnitude van + 4.53, en een omloopsnelheid van 4,2828 dagen.